# Aprotinina
Aprotinina è un principio attivo, un inibitore della proteasi tripsina pancreatica bovina, una proteina antifibrinolitica che inibisce la tripsina e gli enzimi proteolitici correlati. Il farmaco ha il nome commerciale di Trasylol ed era somministrato per via parenterale per ridurre il sanguinamento durante interventi chirurgici complessi in modo tale da ridurre la necessità di trasfusioni di sangue e i danni agli organi dovuti all'ipotensione. Il farmaco rallenta la fibrinolisi, il processo che porta alla rottura dei coaguli di sangue. Il farmaco è stato temporaneamente ritirato in tutto il mondo nel 2007 a causa di alcuni studi che suggeriscono che il suo uso aumenta il rischio di complicanze e morte. Le vendite sono state sospese a maggio 2008, ad eccezione dell'uso per motivi di ricerca. Nel febbraio 2012 il comitato scientifico dell'Agenzia europea per i medicinali (EMA) ha raccomandato di revocare la sospensione.

## Chimica
L'aprotinina è un polipeptide globulare monomerico derivato dal tessuto polmonare bovino. Ha un peso molecolare di 6512 ed è costituito da 16 diversi tipi di amminoacidi disposti in una catena lunga 58 residui che si piega in una struttura terziaria stabile e compatta, contenente 3 disolfuri, un'ansa β e un α elica sul carbonio terminale.

## Meccanismo di azione farmacologica
L'aprotinina è un inibitore competitivo di diverse proteasi seriniche, in particolare della tripsina, della chimotripsina, della plasmina e callicreina.

## Indicazioni
L'aprotinina riduce significativamente il sanguinamento nella cardiochirurgia ad alto rischio, riduce anche la mortalità e la degenza ospedaliera. Sono stati riportati effetti benefici anche nella chirurgia ortopedica ad alto rischio.
Il farmaco è indicato nel trattamento per le disfunzioni ematiche dovute a by pass coronarico, inoltre viene utilizzata nel caso di trapianto del fegato

## Effetti collaterali
Fra gli effetti collaterali si riscontrano insufficienza renale, necrosi tubulare, tromboflebiti.